# 宗教改革纪念碑

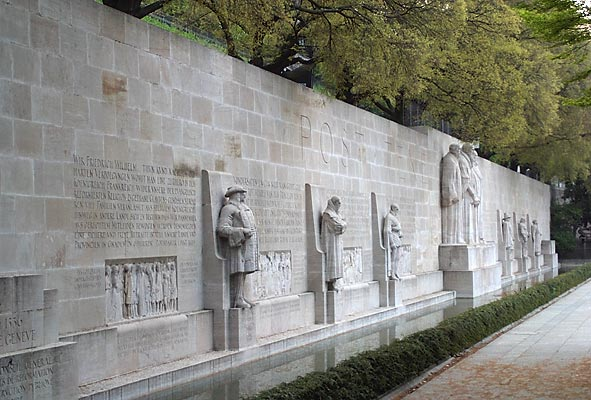
宗教改革墙

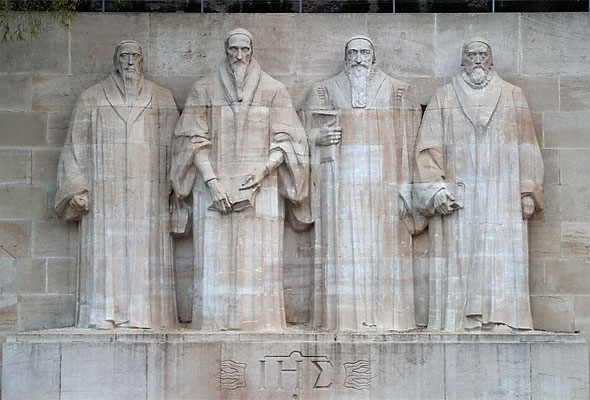
威廉·法瑞尔、约翰·加尔文、泰奥多尔·德贝兹和约翰·诺克斯，下方为基督象征符号

宗教改革纪念碑（法语：Monument international de la Réformation，德语：Internationales Reformationsdenkmal），俗称宗教改革墙，是瑞士日内瓦的一个纪念碑，长100米，用雕塑和浮雕来表现欧洲宗教改革的重要人物。
纪念碑位于由约翰·加尔文创立的日内瓦大学内，日内瓦旧城墙处，体现日内瓦对于宗教改革的重要性。
纪念碑立于1909年，以纪念加尔文诞生400周年和该大学成立350周年。在72个来自世界各地的设计方案中，获胜者是4位瑞士建筑师，雕塑则是由两位法国雕塑家完成。
在宗教改革期间，日内瓦是加尔文主义的中心，自16世纪以来的历史和遗产一直与更正教紧密联系在一起。因此，纪念碑突出表现加尔文教派的主要人物，也包括了其他教派的一些关键人物。
纪念碑的中部，是4尊5米高的雕塑，表现加尔文主义的主要人物：
- 泰奥多尔·德贝兹（1519年至1605年）
- 约翰·加尔文（1509年至1564年）
- 威廉·法瑞尔（1489年至1565年）
- 约翰·诺克斯（c.1513 – 1572）

其左侧是3米高的雕塑：
- 威廉一世 (奥兰治)（1533年至1584年）
- 科利尼（1519年至1572年）
- 勃兰登堡选帝侯弗雷德里克·威廉（1620年至1688年）

其右侧也是3米高的雕塑：
- 罗格·威廉斯（1603年至1684年）
- 奥利弗·克伦威尔（1599年至1658年）
- Stephen Bocskay（1557年至1606年）

沿着墙，以及中心雕塑的两侧，刻有宗教改革和日内瓦的格言：“黑暗过后是光明”（拉丁文：Post Tenebras Lux）。在中央雕像的底座上刻着基督象征符号：ΙΗΣ。
20世纪重要的匈牙利诗人Gyula Illyés于1946年创作了《在日内瓦宗教改革纪念碑前》。

## 塗鴉事件
2019年7月15日，牆中的四人被淋上彩色的塗鴉，六彩多為LGBT群體使用，以爭取性別多元及性小眾權益。近年，這類型的塗鴉多針對基督新教的遺跡；然而，此類行徑卻備受爭議。 